# Іан Данкан Сміт
Іан Данкан Сміт (англ. Iain Duncan Smith, відомий за ініціалами IDS; нар. 9 квітня 1954, Единбург, Шотландія) — британський політик, лідер Консервативної партії у 2001—2003 рр., міністр у справах праці і пенсій з 2010 до 2016 року, член парламенту з 1992 року.

## Життєпис
Народився в сім'ї льотчика-аса (17 підтверджених збитих літаків) і балерини. Закінчив Королівську військову академію в Сандхерсті, служив у полку шотландських гвардійців у Родезії та Північній Ірландії.
Брав участь у парламентських виборах 1987 року, але не був обраний. На виборах 1992 року вперше обраний до Палати громад від округу Chingford (з 1997 року — Chingford and Woodford Green).
У 1997 році вперше увійшов до тіньового уряду, у 1999 році став тіньовим міністром оборони. Після поразки консерваторів на парламентських виборах 2001 року Данкан Сміт був обраний лідером партії і став, таким чином, головою офіційної опозиції. Данкан Сміт представляв євроскептичний напрям у партії. Його критики всередині партії підкреслювали властиву йому недостатню харизму. Ще однією причиною його дострокового відходу з посади лідера став скандал, пов'язаний з оплатою посади його дружини Елізабет як секретаря, хоча було встановлено, що реально вона не працювала. 29 жовтня 2003 більшістю у 90 голосів проти 75 йому був винесений вотум недовіри у партії, а 6 листопада був обраний новий голова партії Майкл Говард.
У травні 2010 року Данкан Сміт обійняв посаду міністра у справах праці і пенсій.
У Палаті громад Данкан Сміт голосував за вторгнення до Іраку і за розслідування його обставин, за заміну ракет Trident, за заборону куріння в громадських місцях, проти подальшої інтеграції Великої Британії в Євросоюз, за виборну Палату лордів, проти надання рівних прав представникам сексуальних меншин.